# ThinkPad X1 Carbon
ThinkPad X1 Carbon（シンクパッド・X1・カーボン）は、2012年にレノボが発表し、毎年新機種がリリースされているノートパソコンであり、14インチサイズのディスプレイ内蔵ではThinkPadのフラッグシップモデルである。ThinkPad X1 Carbon Touchはマルチタッチに対応しており、Windows 8・Windows 8.1・Windows 10・Windows 11のタッチ操作に対応している。

## 発表
2012年8月の初め、レノボはThinkPad X1の後継機としてThinkPad X1 Carbonを発表した。X1 Carbonは中国市場で人気を受けて、中国で最初にリリースされた。2012年11月、レノボはWindows 8のタッチ操作に対応するために、タッチスクリーンを搭載したThinkPad X1 Carbon Touchを発表した。このディスプレイはマルチタッチの技術が使われており、同時に10本の指を検出することができる。X1 Carbon TouchのSSDの性能についてEngadgetは次のように述べている。「この機種は起動までに11秒ほどかかり、これはWindow 8の同じクラスのPCと同様である。我々はSSDが読み書き速度が共に非常に素早い事がわかった（551 MB/s, 518 MB/s）。我々はSSDを搭載したウルトラブックを試す最後の機会だと気づいた。」

## モデル
ThinkPad X1 Carbonは、マザーボードにハンダ付されたLPDDRメモリとNVMeのSSDを搭載している。カスタマイズモデルでは、英語キーボード（US配列）が選べる。

### 2012年モデル

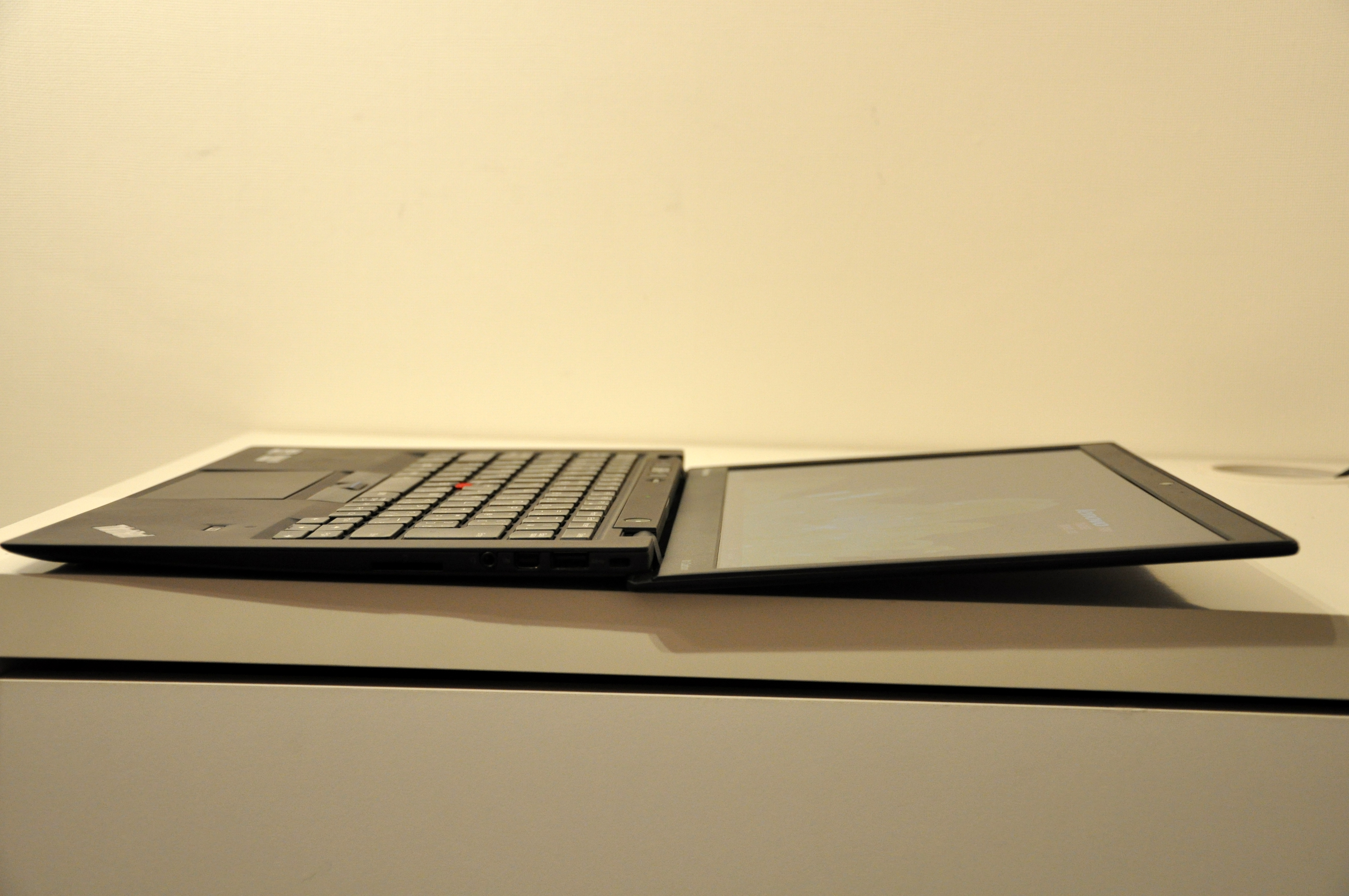
ThinkPad X1 Carbonを最大まで開けた状態。

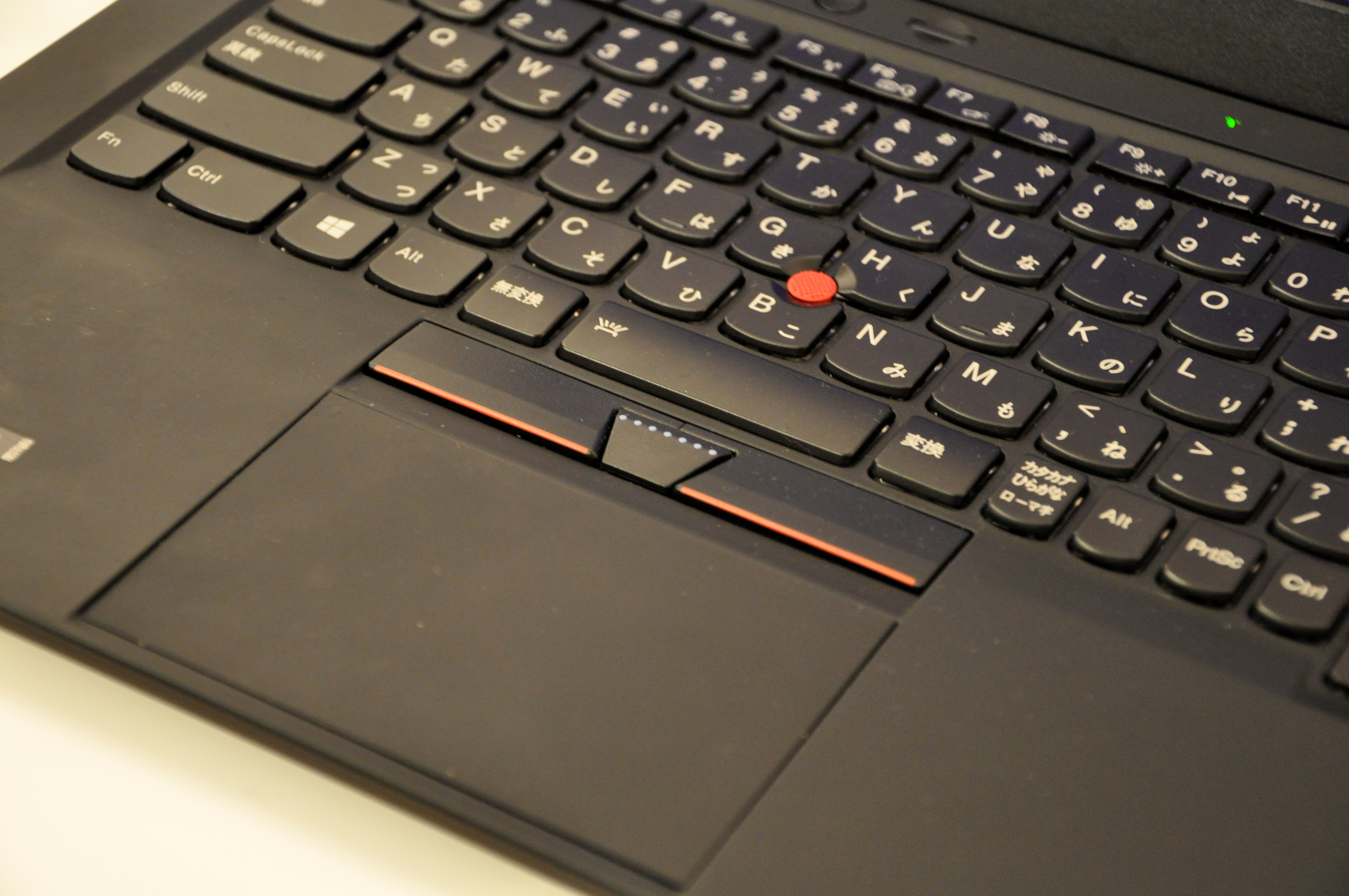
ThinkPad X1 Carbonの日本語キーボード、トラックポイント、トラックパッド

基本となるモデルは4GBのメモリ、Intel Core i5-3317Uプロセッサー、128GBのSSDを搭載している。ハイエンドモデルではIntel Core i7、256GBのSSDを搭載している。X1 Carbonは有線LANを使用する際はドングルが必要になり、一部のモデルには3G, 4G携帯電話網用モデムが搭載されている。
X1 Carbonの基本モデルは1600×900ピクセルで14-インチ (360 mm)のTN液晶を搭載している。X1 Carbonの重量は1.35kgで、横12.8ミリメートル (0.50 in)、縦8.94ミリメートル (0.352 in)、厚さ17ミリメートル (0.67 in)ほどの大きさである。X1 Carbonの枠は軽量のカーボンファイバー でできており、つやがない黒で塗装されている。
2012年11月、レノボはWindows 8に対応したThinkPad X1 Carbon Touchを発表した。このノートのディスプレイは10本の指を同時に識別することができる。
CNETの批評でダン・アッカーマンは次のように記述している。「ThinkPad X1 CarbonがほかのThinkPadと多くが異なっている事が一目でわかったが、特に非常に軽く持ち運びが出来る点が際立っていた。優れたキーボードは他のウルトラブックと比べて際立っており、でこぼこの構造の質には安心させられる。わずかにバッテリーが増量されて、もう少し安い価格で買うことができたなら、私の好きな全ての薄いノートパソコンの競合相手となり得る。」
CNETの他のレビューでニコラス・アーロン・フーが記載するところでは「ギークにとってエコノミークラスで旅行中に使えそうな14インチ(1600x900 HD+)のウルトラブックはたくさんある。これらはバックライト付きで耐水性のあるキーボード、側面にあるポート、見やすい角度、トラックポイント、タッチパッド、生体認証を含む。これは可哀想な親戚のLenovo IdeaPad U410(原文そのまま)とは違い、ユーザーを切り替えることなく、休止状態に移る事が出来る。」
X1 Carbon TouchのSSDのパフォーマンスについてEngadgetは次の様に述べている。「この機種は起動までに11秒ほどかかり、これはWindow 8の同じクラスのPCと同様である。我々はSSDが読み書き速度が共に非常に素早い事がわかった（551 MB/s, 518 MB/s）。我々はSSDを搭載したウルトラブックを試す最後の機会だと気づいた。」

### 2012年タッチモデル
Engadgetのレビューでデーナ・ウォルマンは次のように述べている。「このノートPCは人間工学に基づいた最良のキーボードとタッチパッドの組み合わせを持っており、赤いポインティング・スティックでさえも特徴としてみなされない。私達はこのデザインに夢中になった。また上記の長所とは別にX1 Carbon Touchは14インチのタッチスクリーンを持つ機種としては非常に薄く軽量である。このディスプレイは狭い視野角のため我々のお気に入りではないが、しかし少なくとも1,600 x 900のものとしてはよく出来ている。」
X1 Carbonのレビューでワイアードは下記の様に記載している。「レノボはユーザーが実際に気にする事を忘れていなかった。スピーカーは印象的で、ドルビー公認である。キーボードはバックライトがついていて、十分使いやすく、タッチパッドはこのPCに含まれるカーボンのため岩のように硬い。ワイアードの最終的な評価はパフォーマンス、携帯性、持続性においてExcellentであり、キーボードも最良の評価で興奮させられるものであった。」

### 2014 – 第2世代
2014年の第4世代のX1 Carbonの特徴は、インテルプロセッサーとファンクションキーが常に配置してあるアダプティブキーボードである。ホームキーとエンドキーがCaps Lockキーに取り替えられており、Caps Lockキーを使うにはシフトキーを2回押す必要がある。Deleteキーも同様に配置が変更し、バックスペースキーの上にあったものがバックスペースの右に変わっている。
ピーター・ブライトはアルス・テクニカで次のように批判している。「レノボが名付けたアダプティブキーボードを採用したX1 Carbonは完璧に近いが、キーボードは標準のものではなく、デスクトップ、 Thinkpad T410、のキーボードやヘリックスキーボードと比較した時、使用に適さない。タイピストと同様に彼は、ファンクションキーが無くなった事とCaps Lockの仕様が変わった事、ホームキーが取り替えられた事、小指のキーが移動した事に失望している。」

### 2015 – 第3世代
2015年のX1 Carbonは2560×1440のディスプレイを供えている。レノボは2015年のモデルからトラックポイントの下の独立クリックボタンが復活した。指紋認証はキーボードの右側にあり、Windowsでログインするのに使える。
ノートパソコンをレビューしている雑誌のマークスプーノーアーは次のように記載している。「ThinkPad X1 Carbonは最も優れているビジネス用のウルトラノートブックの1つです。一方値段の面からは1754ドルほどで長時間のバッテリーや快適なキーボード、良好なパフォーマンスなどの私がノートパソコンにもとめている全てを揃える事ができる。X1 Carbonのデザインはあまり斬新なものではないが、軽く、乱雑な利用にも耐えられる。しかしSDカードのスロットがないことは悩ましい点で、また14インチのディスプレイをより明るくして欲しかった。」

### 2016 – 第4世代
2016年1月、コンシューマー・エレクトロニクス・ショーにてレノボは4代目のX1 Carbonを発表した。

### 2017 – 第5世代
2017年1月、コンシューマー・エレクトロニクス・ショーにてレノボは5代目のX1 Carbonを発表した。このモデルは1.14kgで15.5時間ほど稼働できるバッテリーを搭載し、値段は1,329ドルからである。このモデルから銀色のモデルが新たに用意された。

#### リコール
2016年12月から2017年10月に製造された第5世代のThinkPad X1 Carbonの20HQ、20HR、20K3、20K4モデルはリコールされた。製造中にネジがラップトップの中に残った問題が発覚、リチウムイオンバッテリーをショートさせ、過熱して故障する恐れがある。25,122台が対象。アメリカとカナダではリコール前に83,500台のリコール対象のノートパソコンが、発売されていた。

### 2018 – 第6世代
2018年1月、コンシューマー・エレクトロニクス・ショーにてレノボは6代目のX1 Carbonを発表した。このモデルは第8世代のIntel Core i5、i7プロセッサー、16GBまでのメモリ、1TBまでのストレージを搭載できる。X1の文字は背面に描かれている。ThinkPadのロゴは銀色から黒に変更された。

### 2019 – 第7世代
2019年6月25日発売。このモデルは引き続き第8世代のIntel Core i5、i7プロセッサー搭載、1.09kgへと軽量化

### 2020 – 第8世代
第7世代同様にプラットフォームは、Comet Lakeである。

### 2021 – 第9世代
Tiger Lake UP3搭載、ディスプレイの比率が16:10となって縦方向が拡大、メモリはLPDDR4x-4266で最大32GB。

### 2022 – 第10世代
第12世代Core P28(Alder Lake)搭載、メモリはLPDDR5-5200で最大32GB。

### 2023 – 第11世代
2023年4月18日発売。メモリはLPDDR5で最大64GB。最軽量モデルで1.12kg。